# Phyllonastes ritarasquinae
Phyllonastes ritarasquinae é uma espécie de anfíbio  da família Leptodactylidae.
É endémica de Bolívia.
Os seus habitats naturais são: regiões subtropicais ou tropicais húmidas de alta altitude.